# Cáparra
Cáparra è un'antica città romana che si trovava nella provincia della Lusitania. 

## Posizione geografica
La città sorgeva su un promontorio che domina il fiume Ambroz, affluente del fiume Alagón.
Appartenne al conventus iuridicus della capitale provinciale, Augusta Emerita. Si trovava sul percorso della via Delapidata (oggi via de la Plata).
Il sito archeologico si trova oggi al confine tra i comuni di Oliva de Plasencia e di Guijo de Granadilla, nella provincia di Cáceres (comunità autonoma spagnola di Estremadura). 

## Storia
La città è menzionata nelle fonti antiche:
- nella Naturalis historia di Plinio il Vecchio (23-79 d.C.)[2], che nomina tra gli stipendiari (che pagavano a Roma un tributo), i Caperenses;
- nella Geografia di Claudio Tolomeo [II secolo), che la cita come Kapasa o Kapara e la elenca tra le città dei Vettoni[3];
- nell'Itinerario antonino (inizi del III secolo)[4];
- nella Cosmografia ravennate (VII secolo)[5].

Alcuni frammenti ceramici hanno condotto ad ipotizzare che la città romana fosse sorta su un insediamento più antico, del quale tuttavia non sono state rinvenute tracce archeologiche.
Nel 74 d.C. le provincie ispaniche ottennero da un editto dell'imperatore Vespasiano la concessione della cittadinanza di diritto latino e in un momento imprecisato dell'età flavia la città divenne un municipio come ''Municipium Flavium Caparensis. Secondo il diritto latino i magistrati cittadini accedevano alla cittadinanza romana e venivano iscritti alla tribù Quirina.
La città si sviluppò in quest'epoca, a cui appartengono i resti dei maggiori edifici pubblici. 
In seguito alla vittoria di Settimio Severo su Clodio Albino le autorità cittadine eressero un monumento a Giulia Domna, del quale si conserva la dedica. 
La città decadde e si spopolò progressivamente in epoca successiva. Le testimonianze delle iscrizioni sui miliari della via Delapidata, rinvenuti presso la città, mostrano che la strada era stata riparata ancora sotto Massimiano (286-305) e sotto l'usurpatore Decenzio (350-353).

## Descrizione
La città era di piccole dimensioni, con un'estensione dell'abitato racchiuso da mura di circa 15 o 16 ettari, ma sono state rinvenute abitazioni anche in un sobborgo esterno alle mura verso nord-est.
Aveva pianta regolare, con strade ortogonali, impostate sull'asse dell'antica via Delapidata,  che la attraversava da nord a sud costituendone il decumano massimo. Alle estremità del decumano erano porte di accesso monumentali, una delle quali si era conservata fino al 1728
Nel centro cittadino la via principale era scavalcata dall'arco di Cáparra, un arco quadrifronte onorario di carattere privato, eretto in epoca flavia da un eminente cittadino in onore dei genitori e della moglie. L'arco è situato in prossimità del foro cittadino, dotato di una curia e di una basilica civile sul lato sud
A nord ovest si trova un complesso termale (33 x 36 m) che costeggia il decumano massimo, costruito anch'esso in epoca flavia, dotato di una palestra sul lato sud e costeggiato da taberne sul lato nord. L'accesso al complesso avveniva da un cardine sul lato ovest.
Nella zona a sud-est, all'esterno delle mura, si trova un anfiteatro, costruito con due muri ovali concentrici con riempimento in terra sopra il quale sorgevano le gradinate per gli spettatori

## Galleria d'immagini

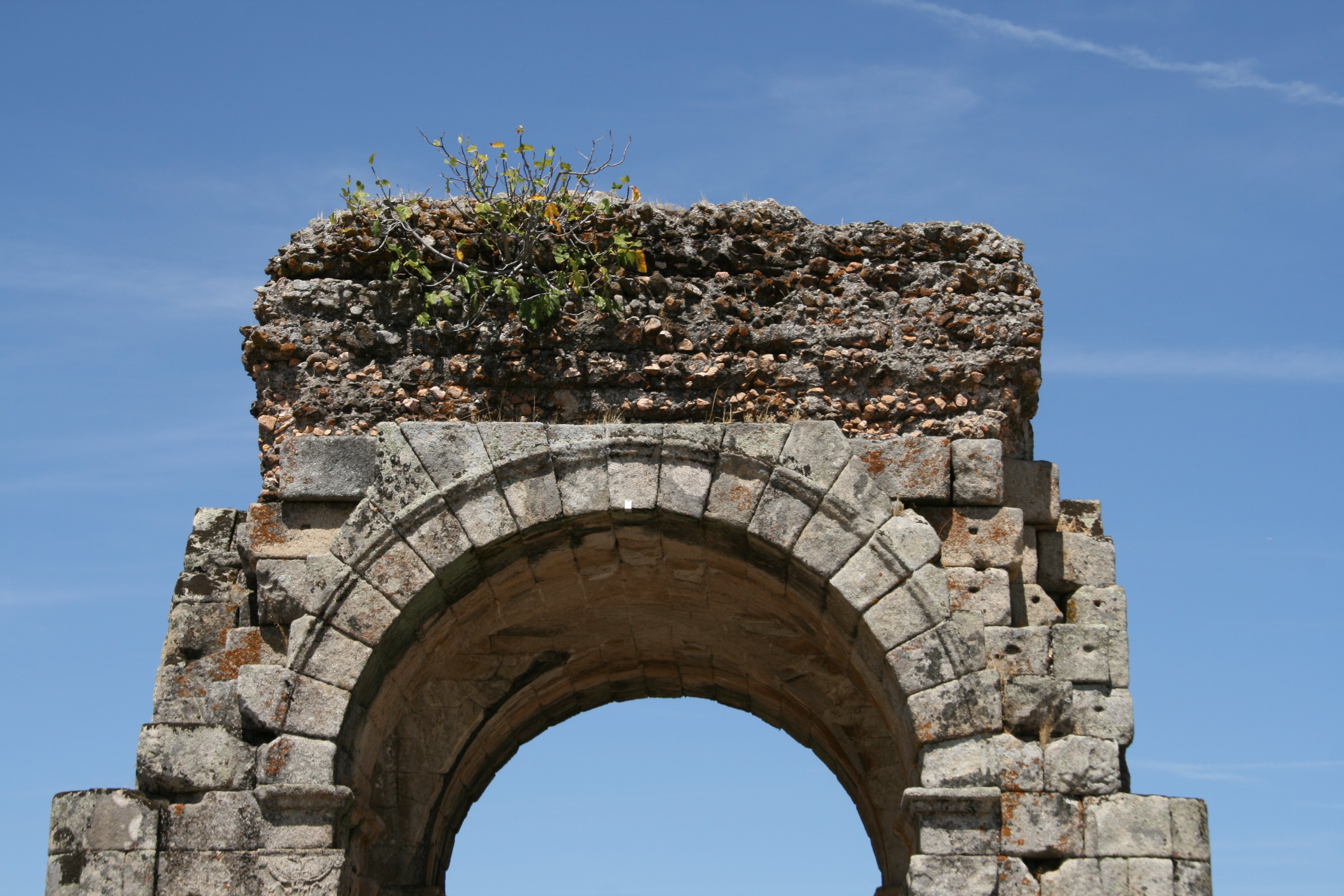
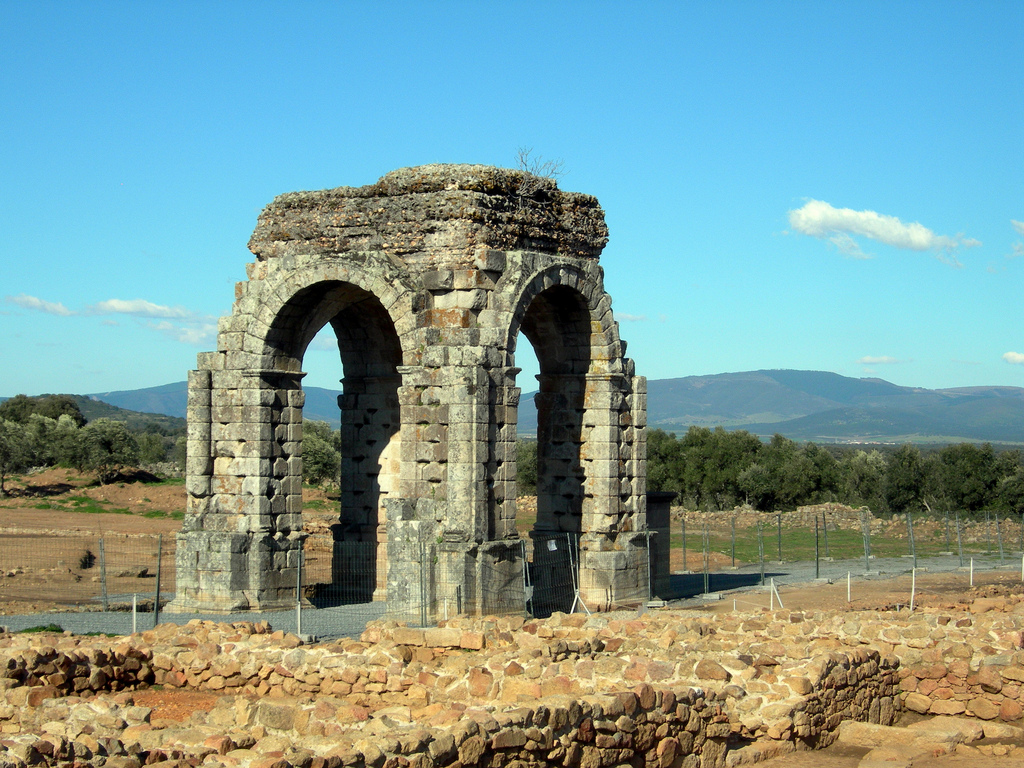
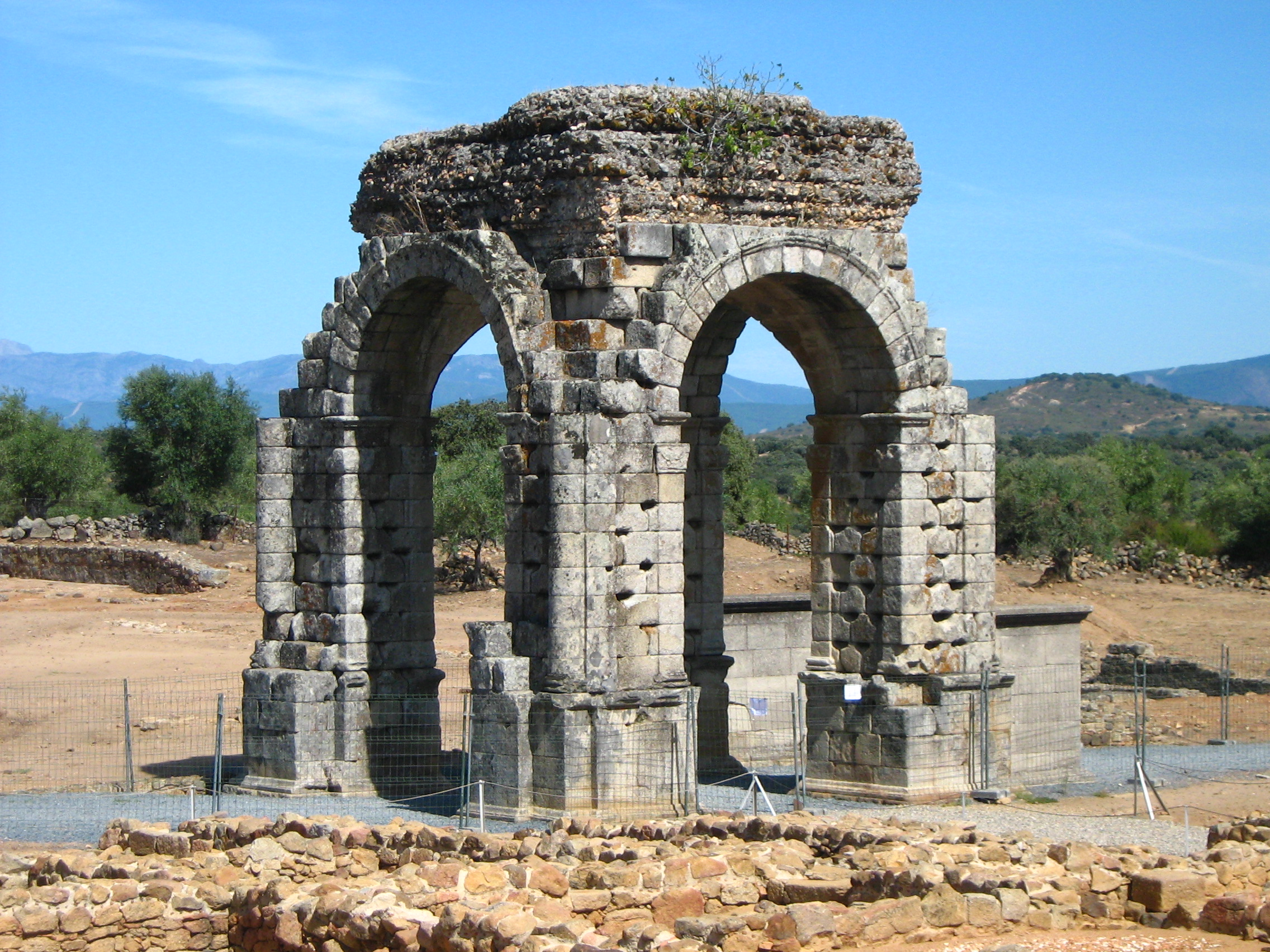
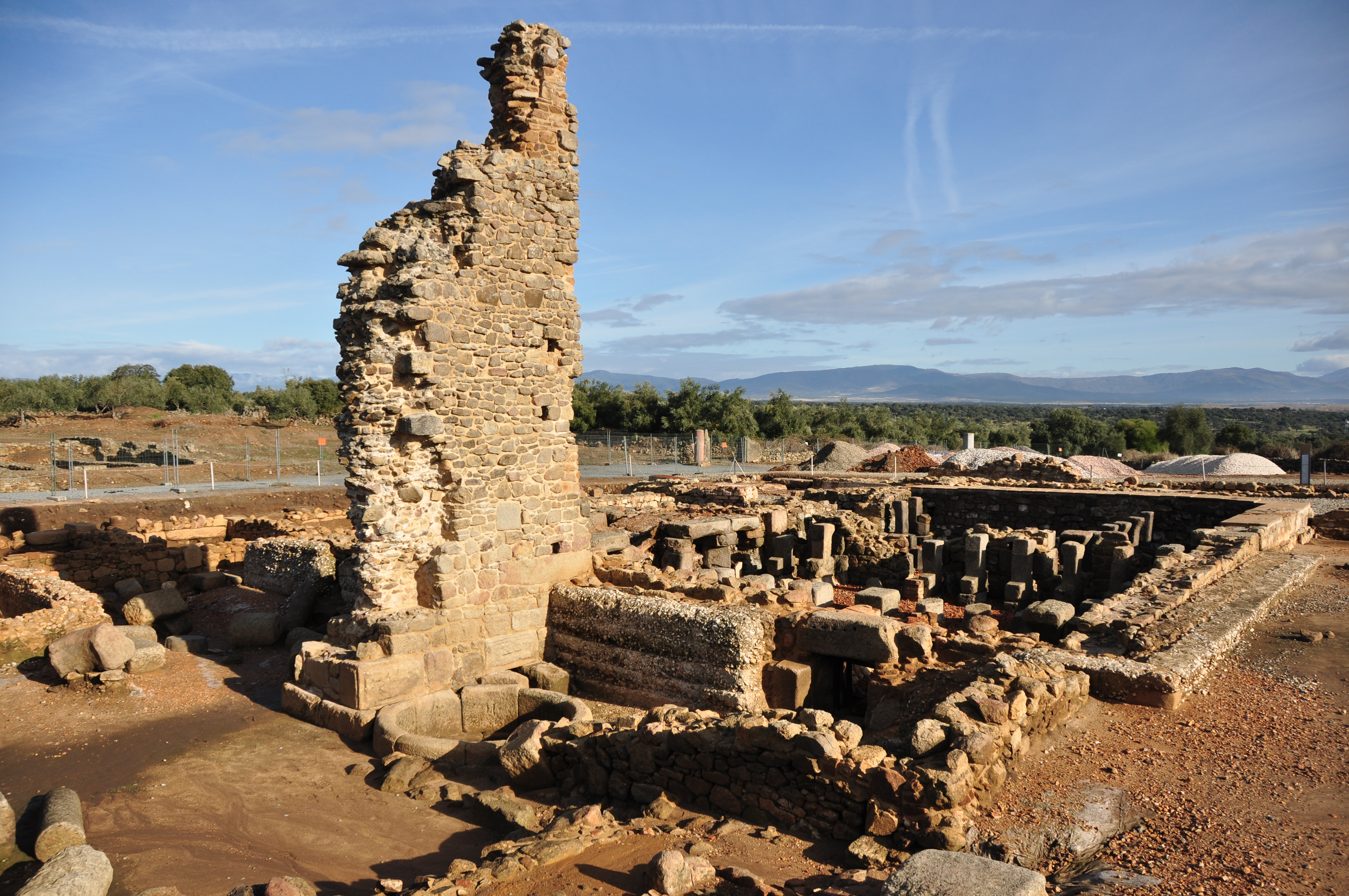
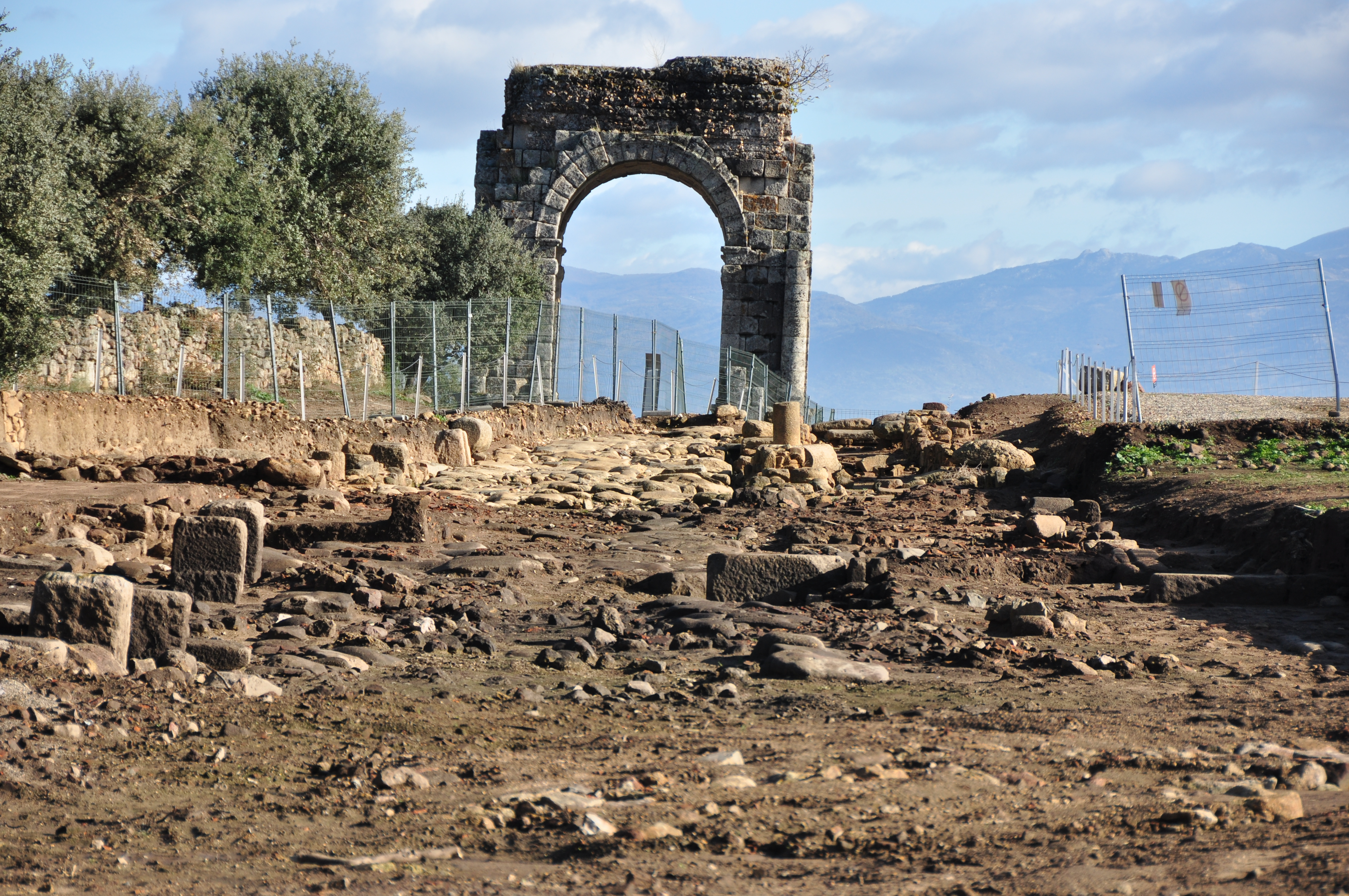
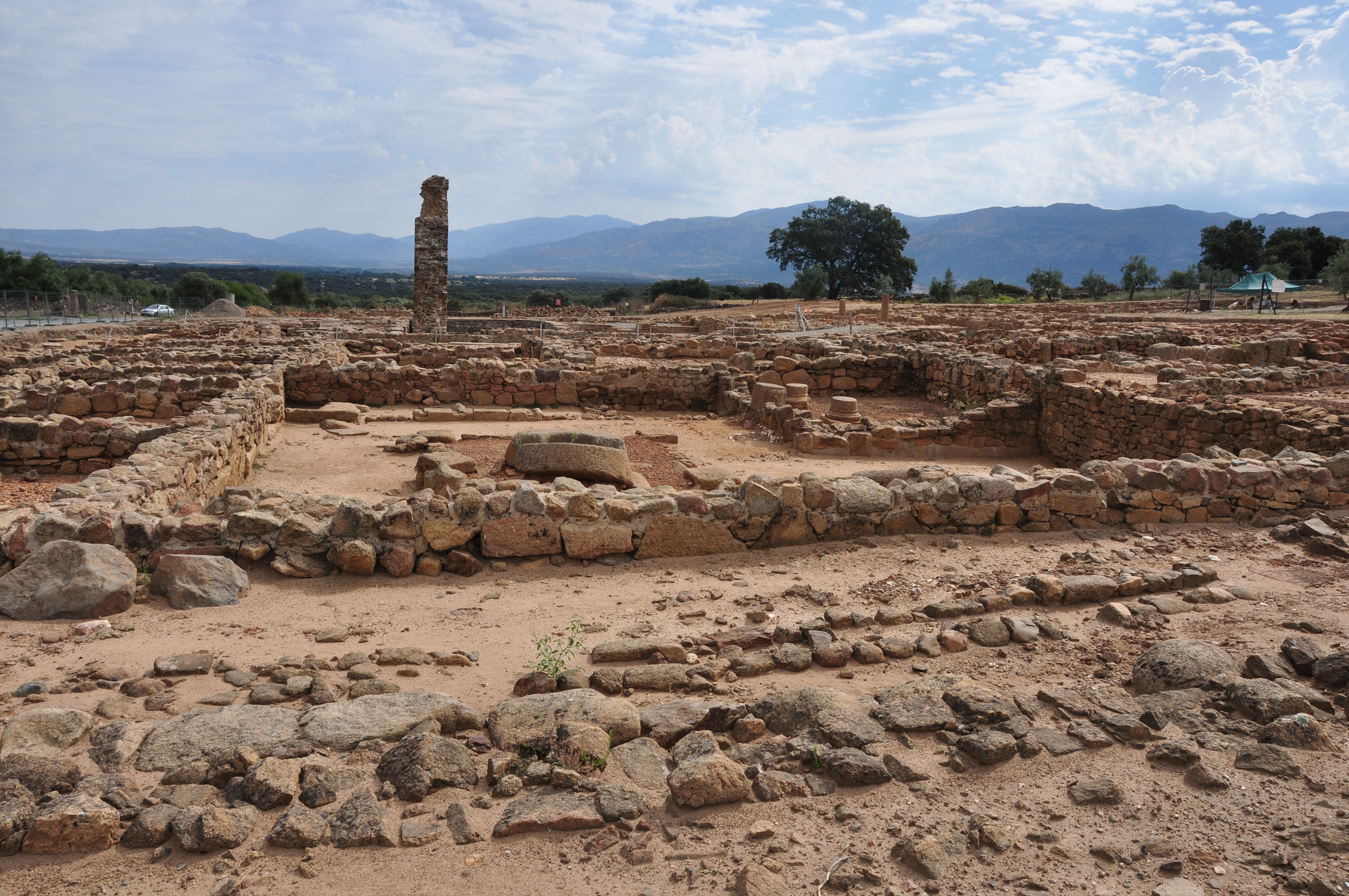
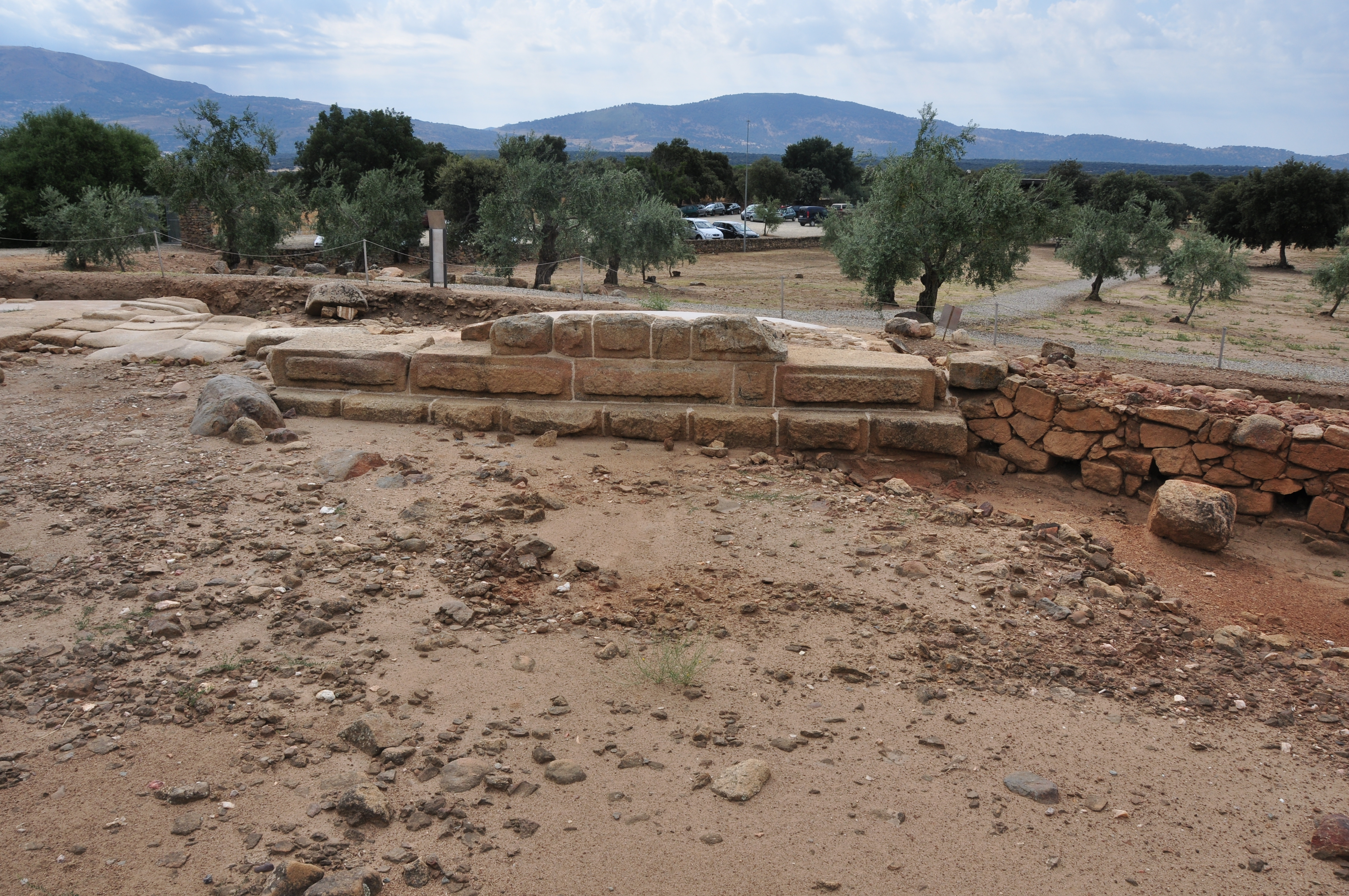
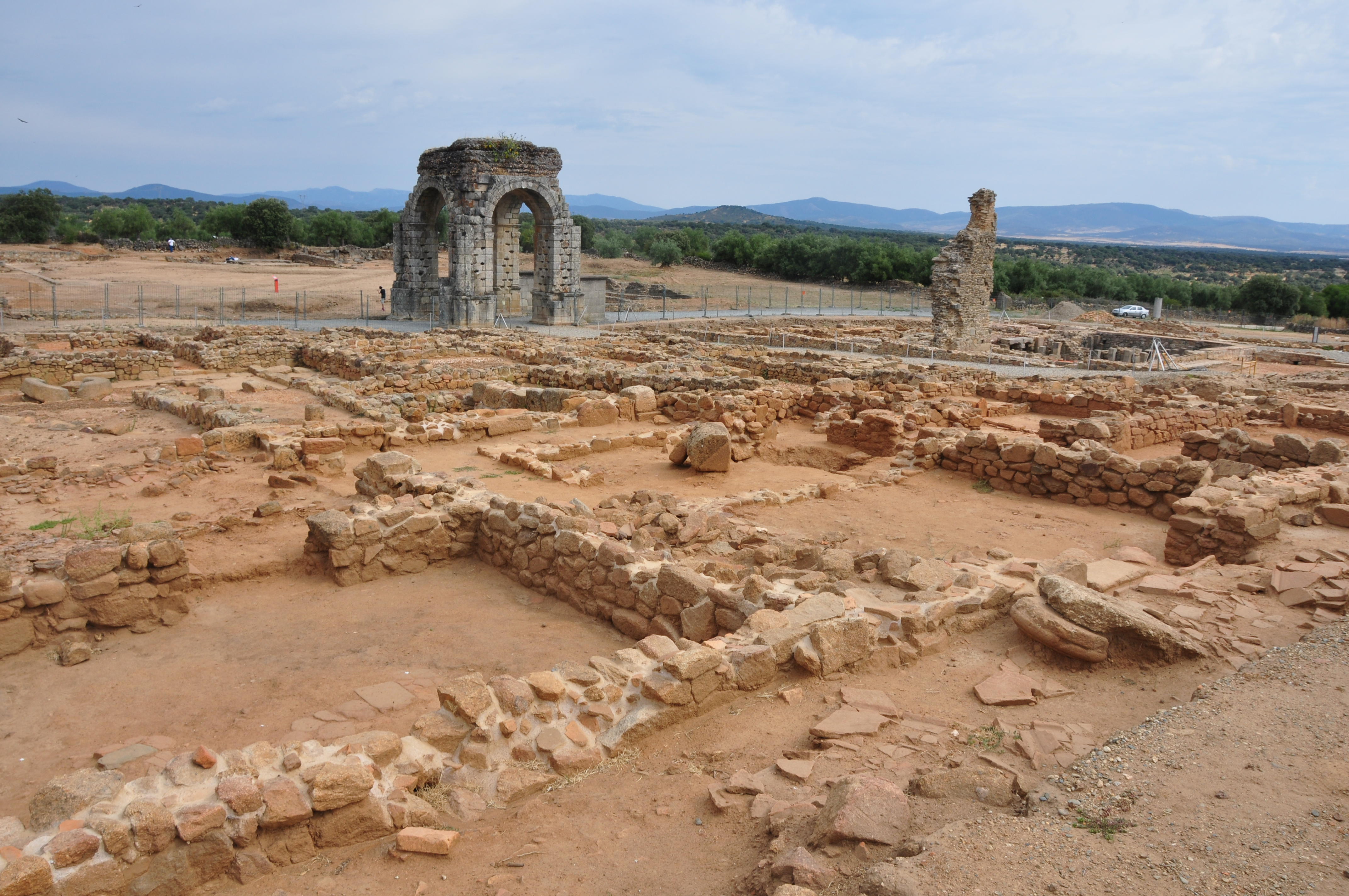
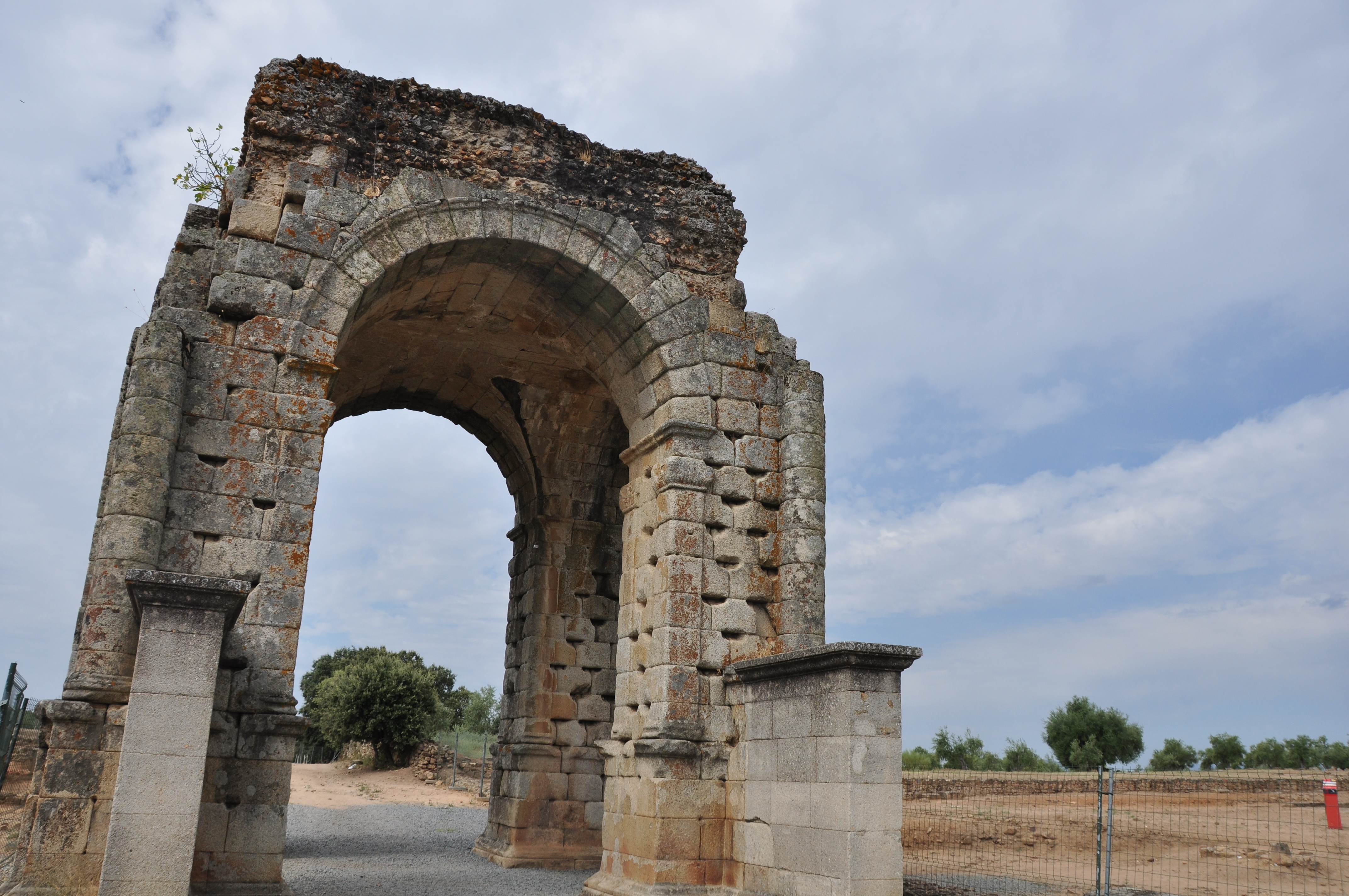
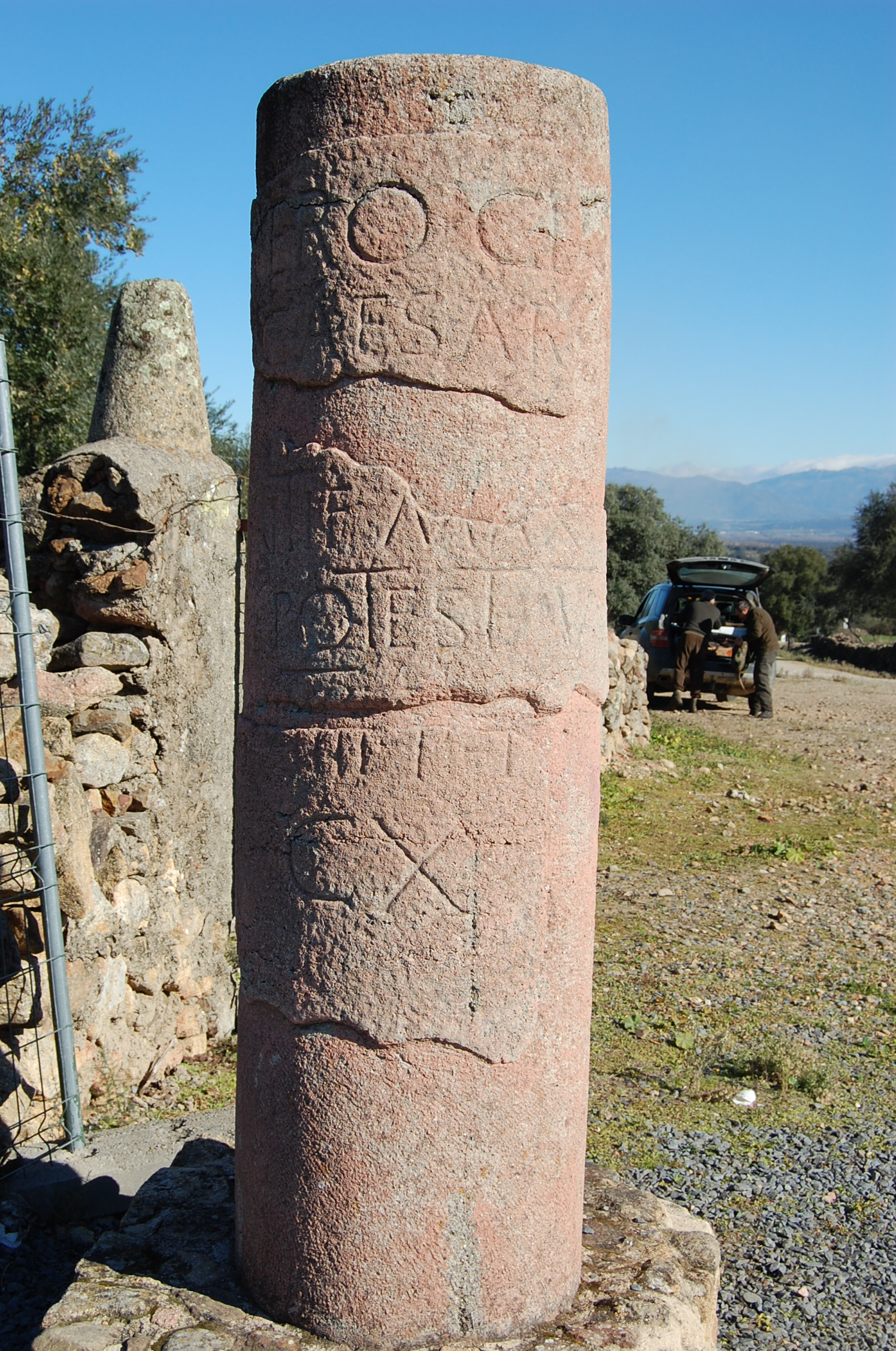
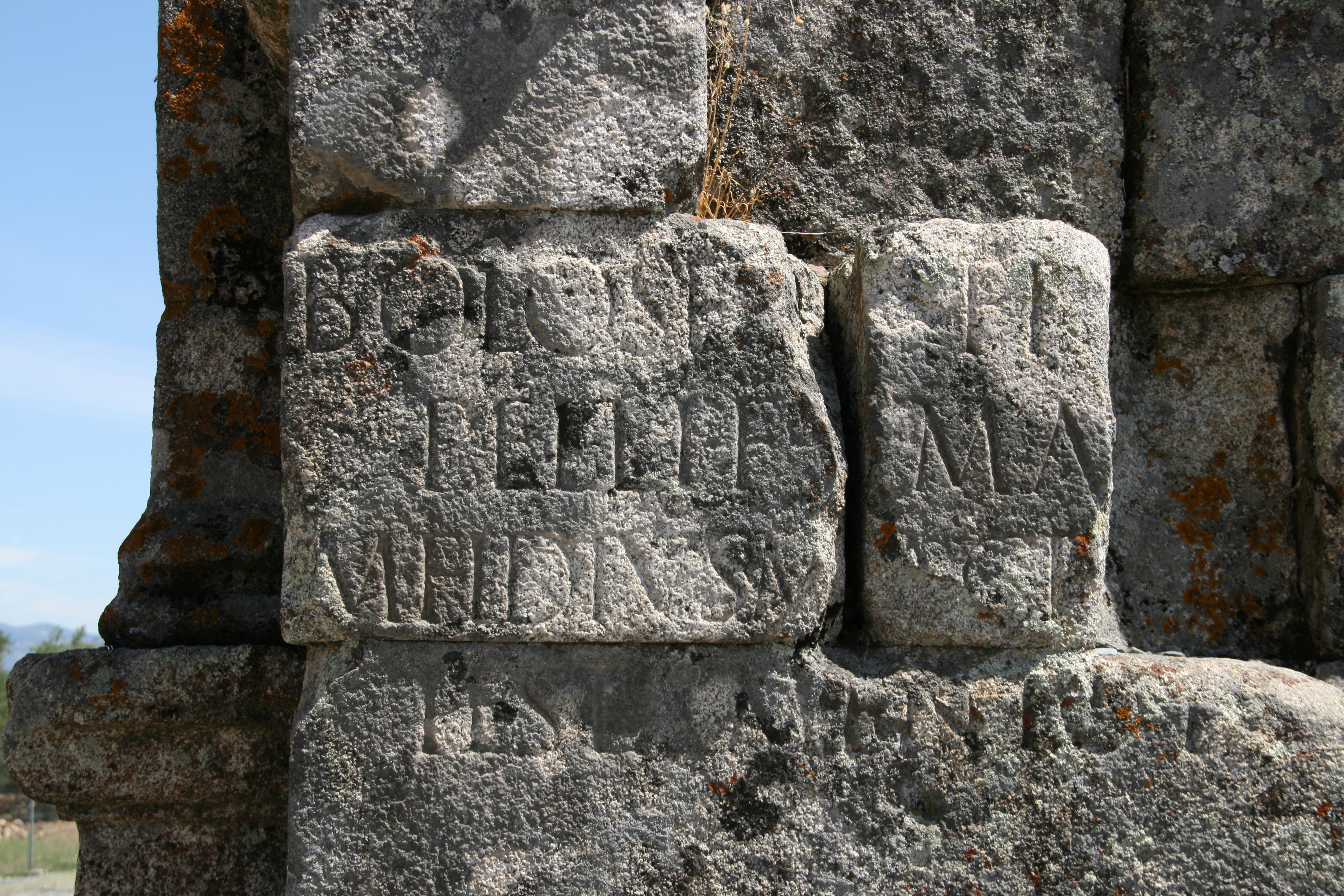
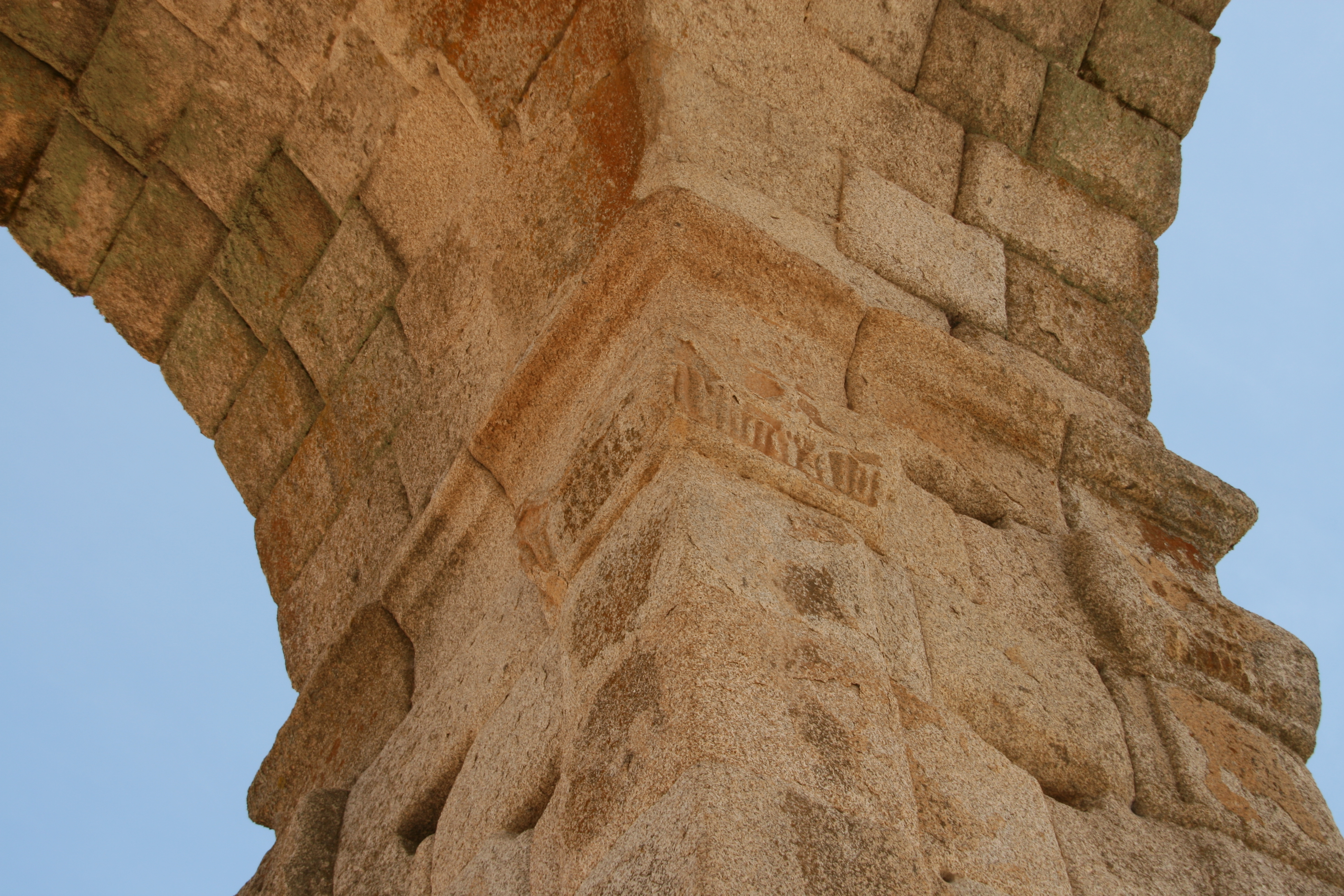
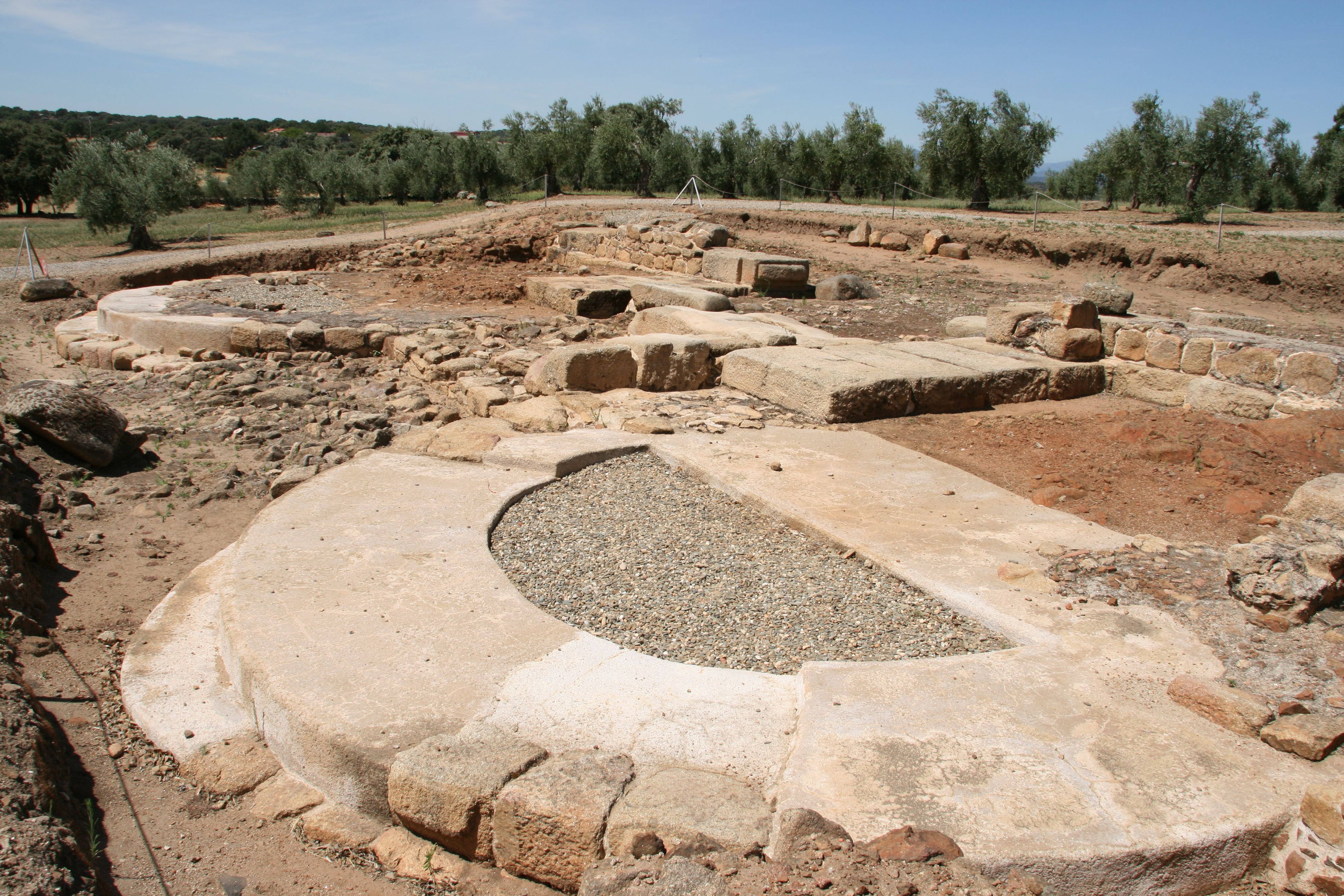
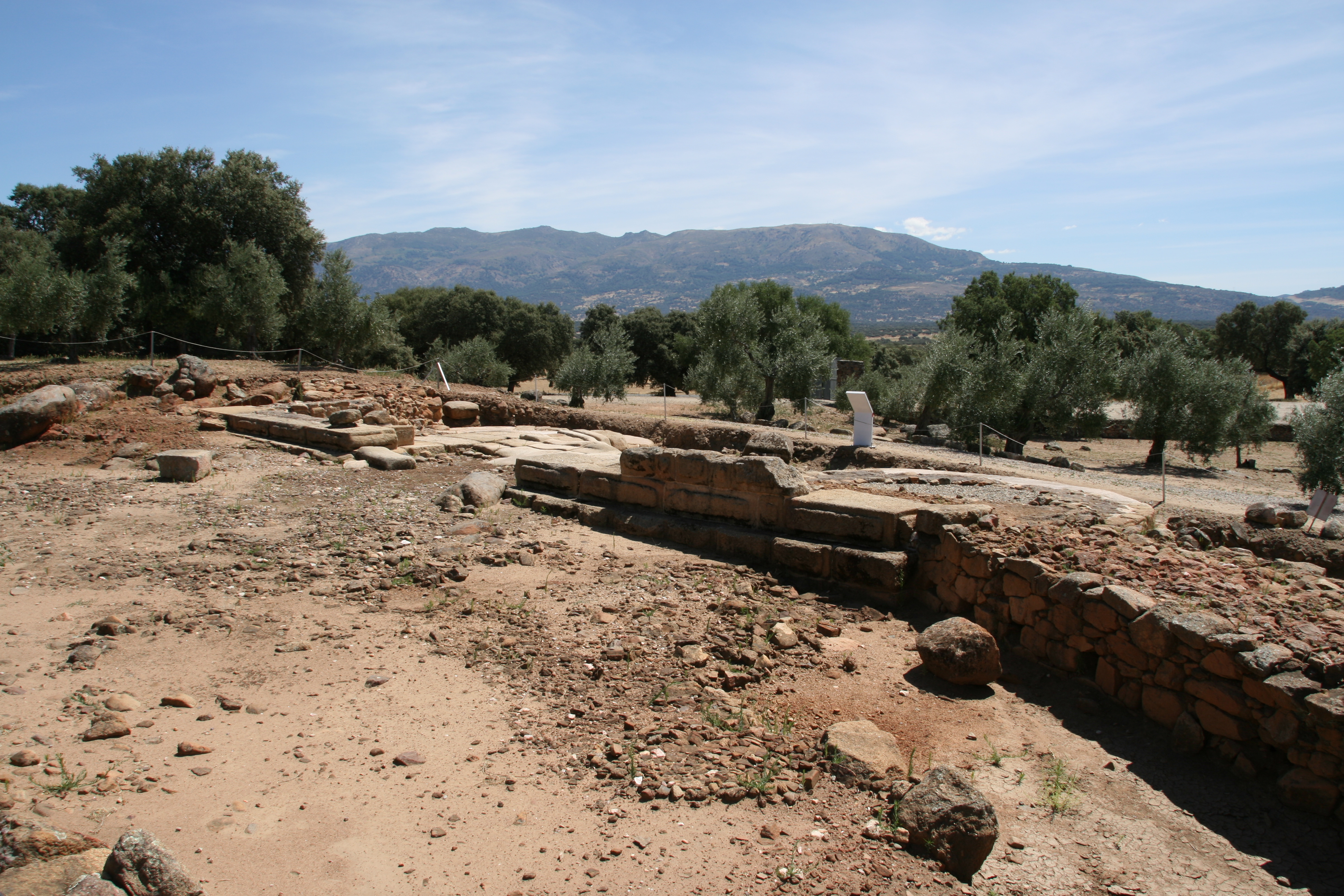
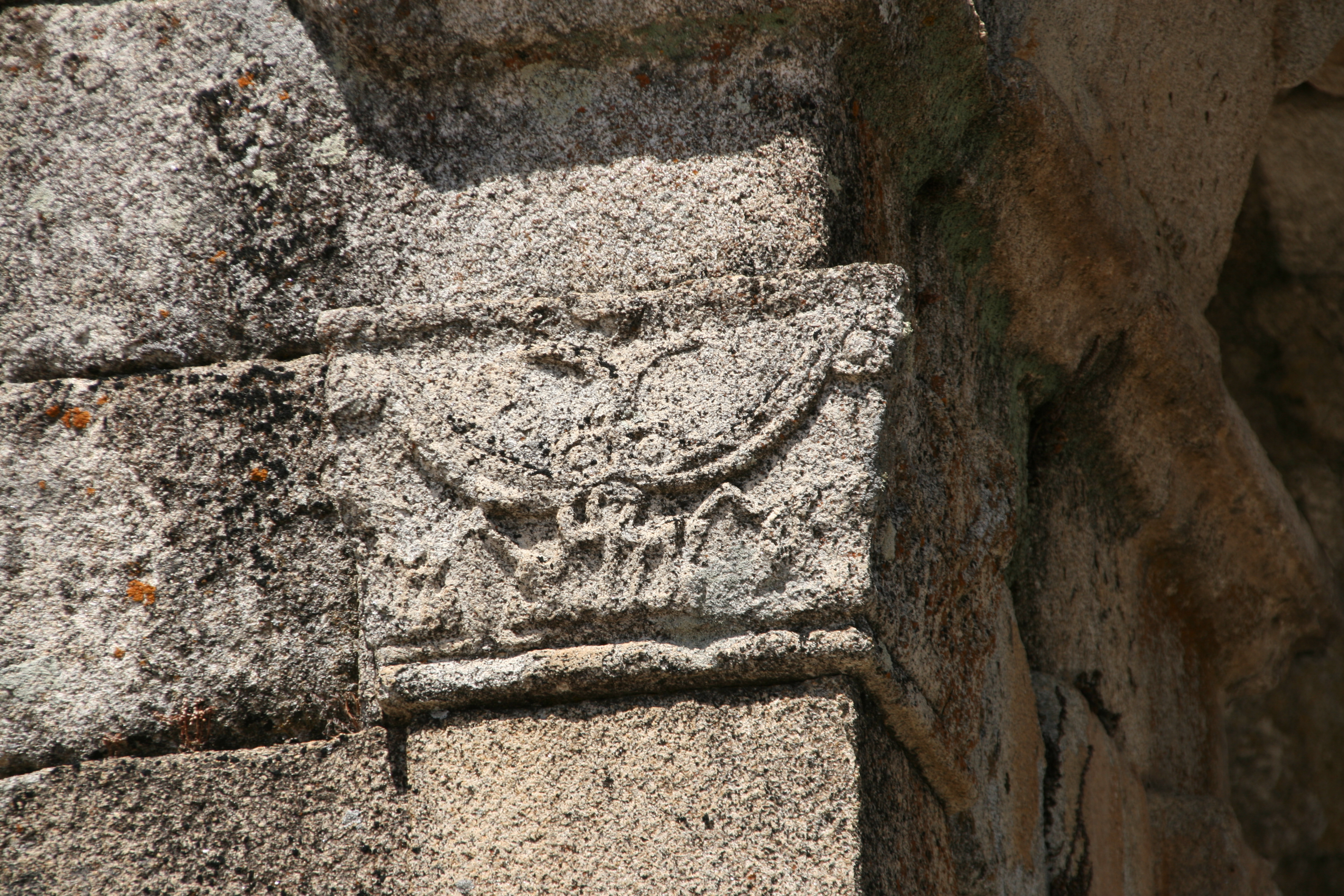
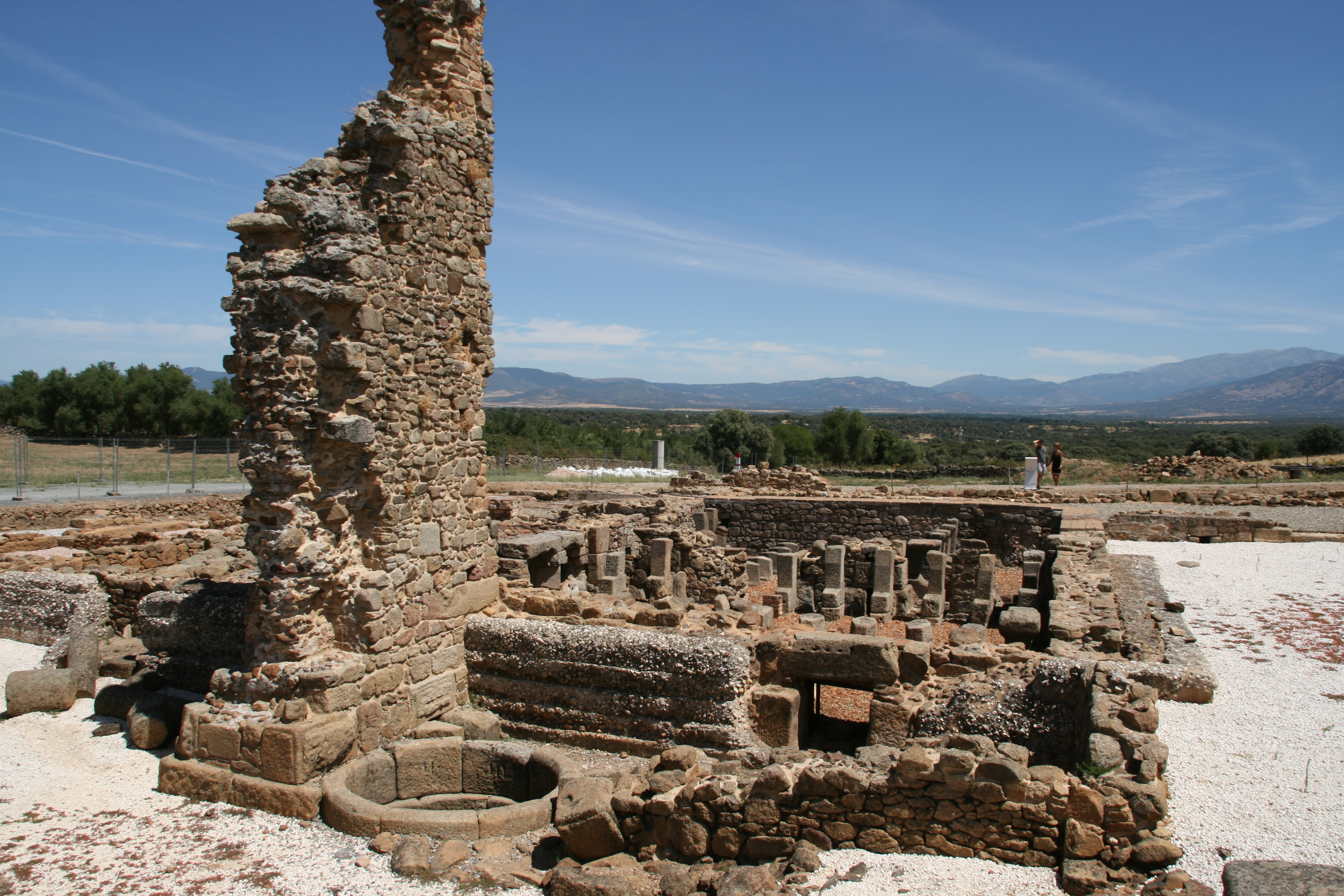
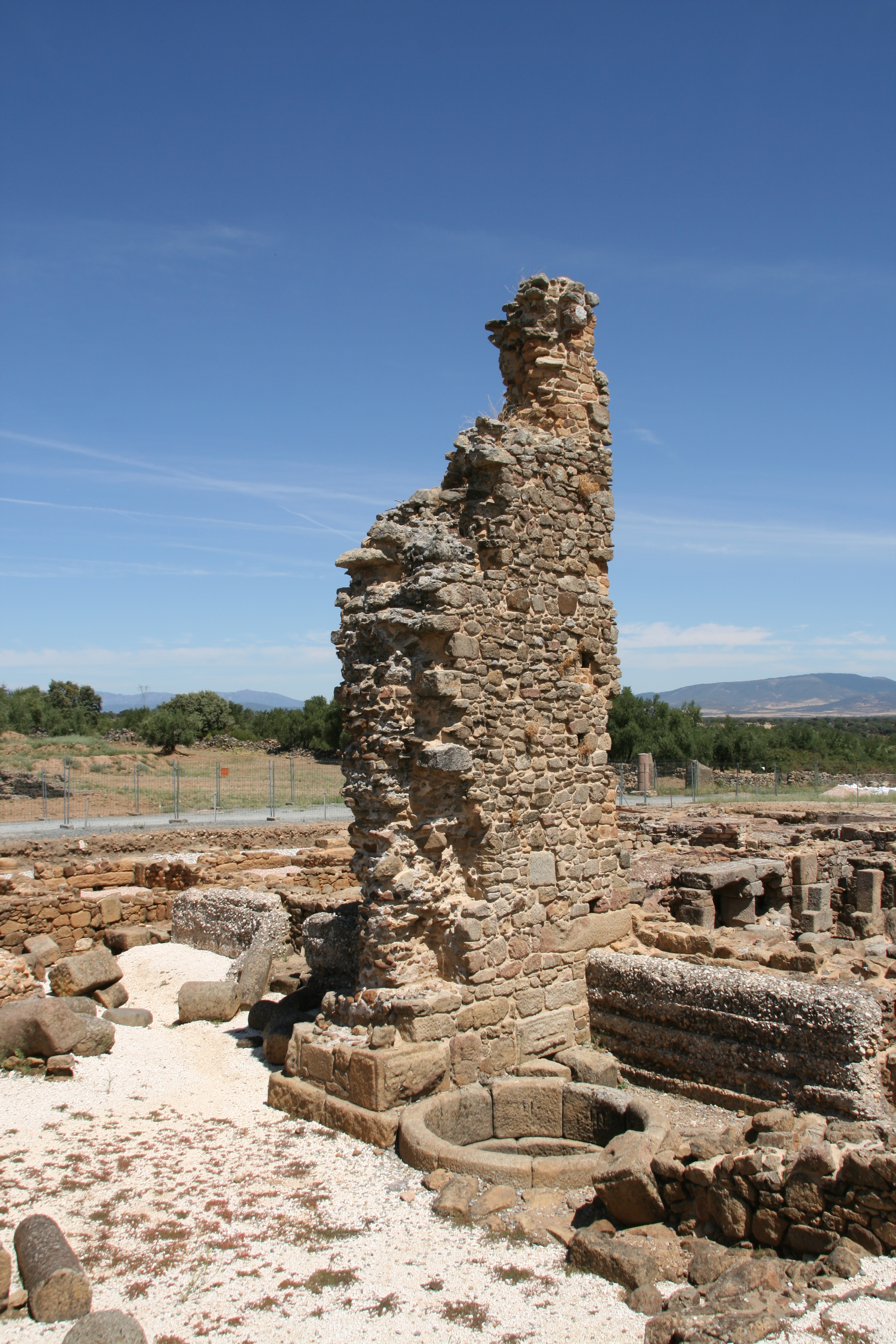
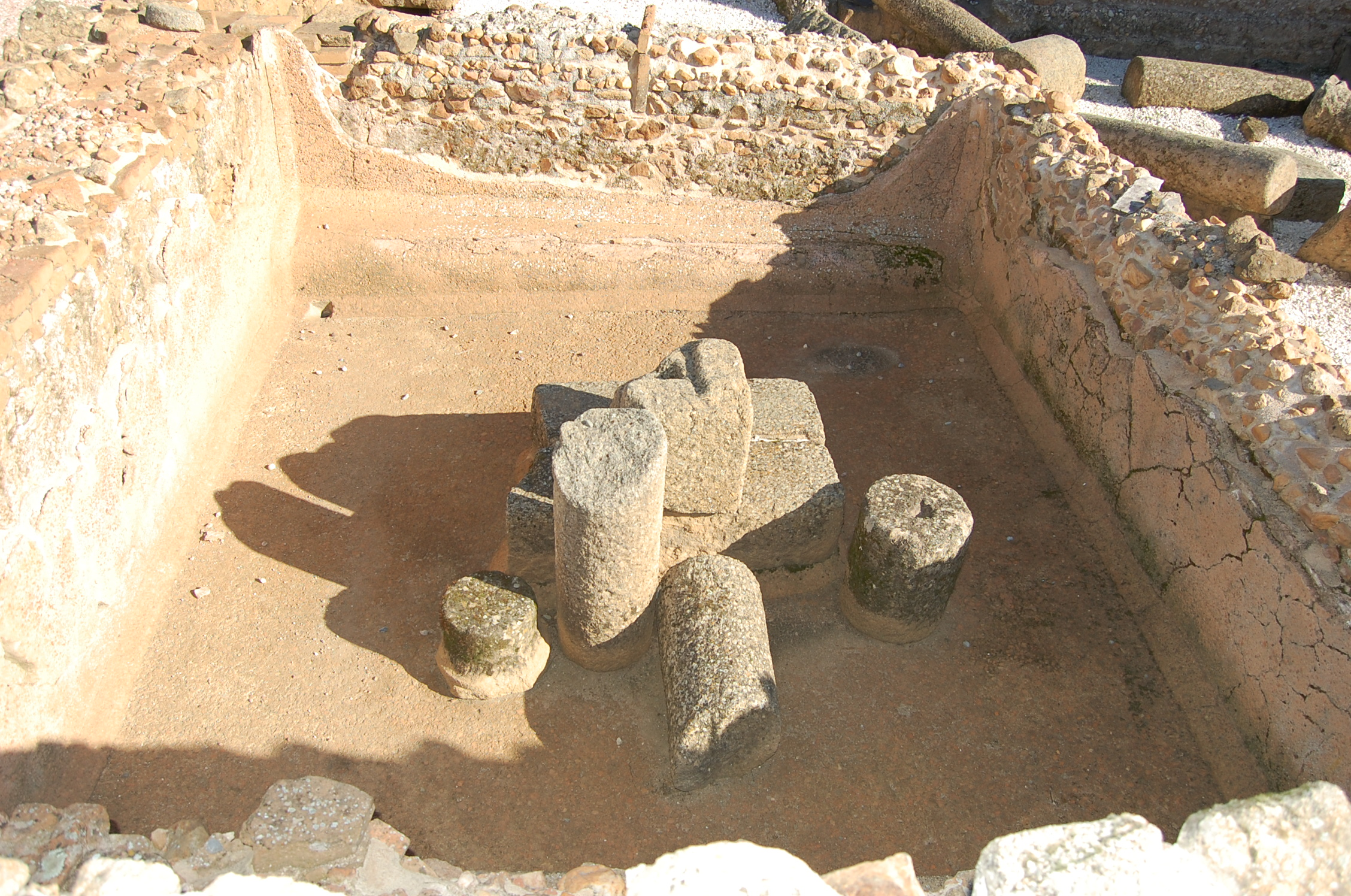
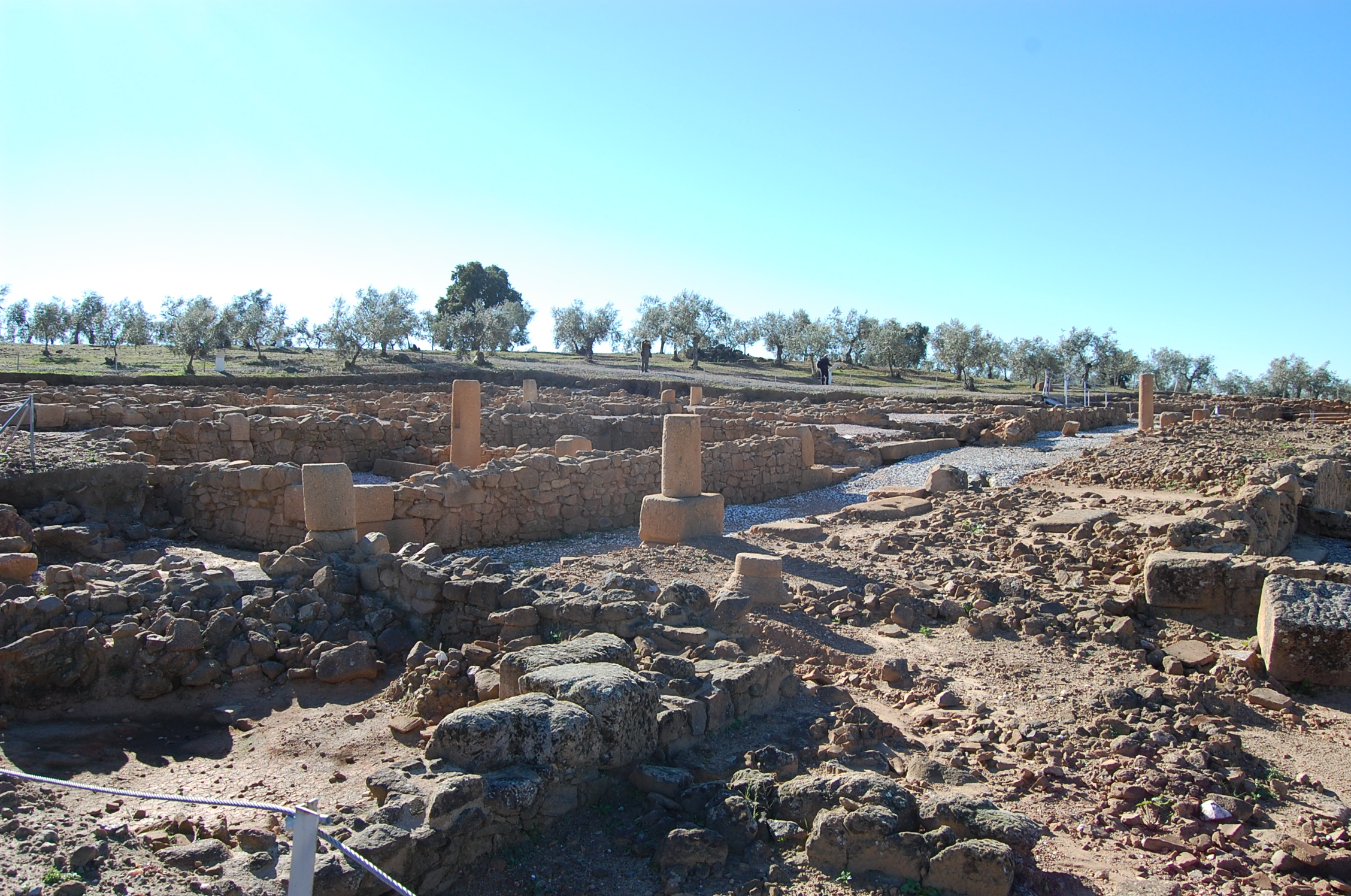
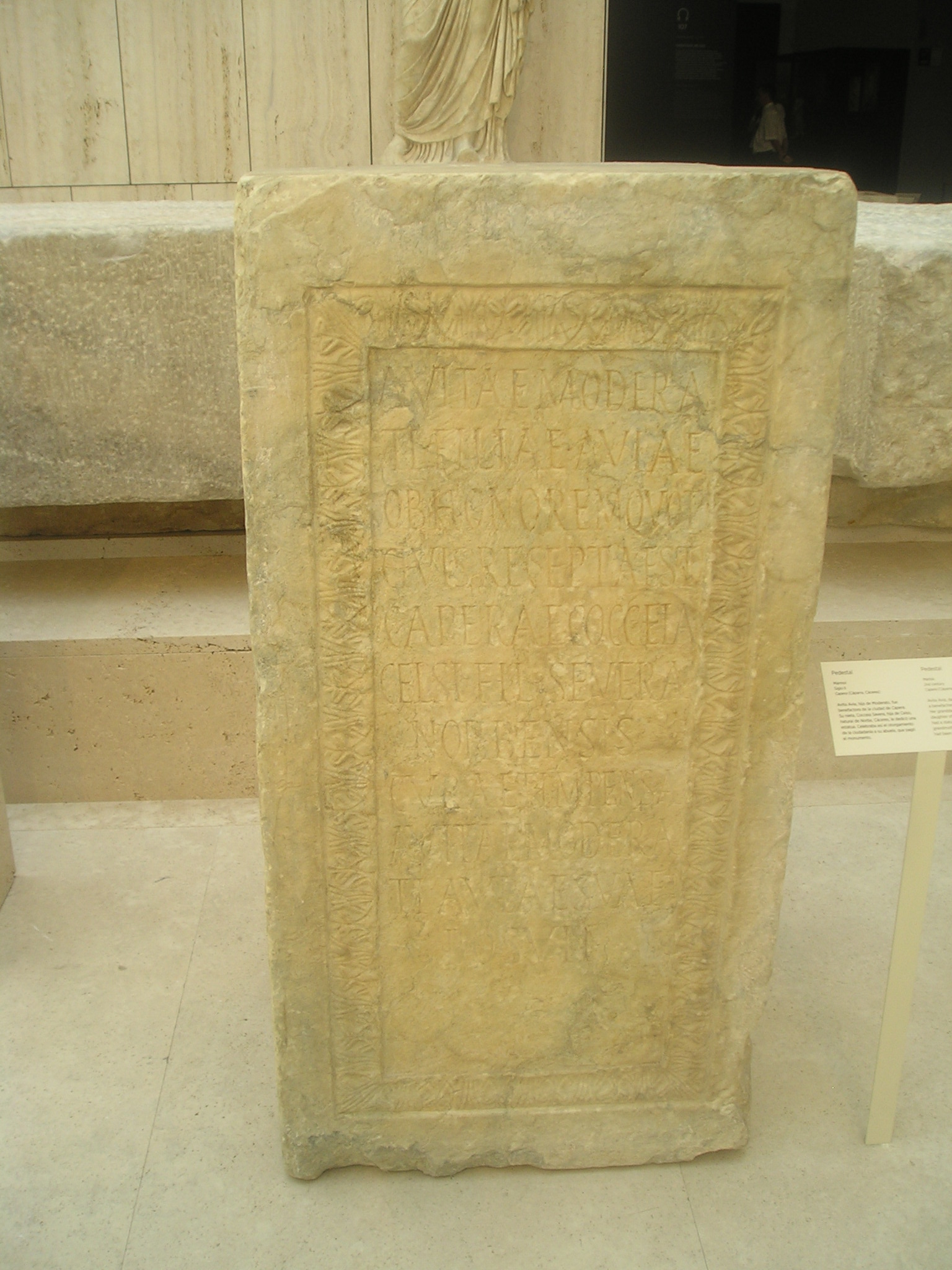
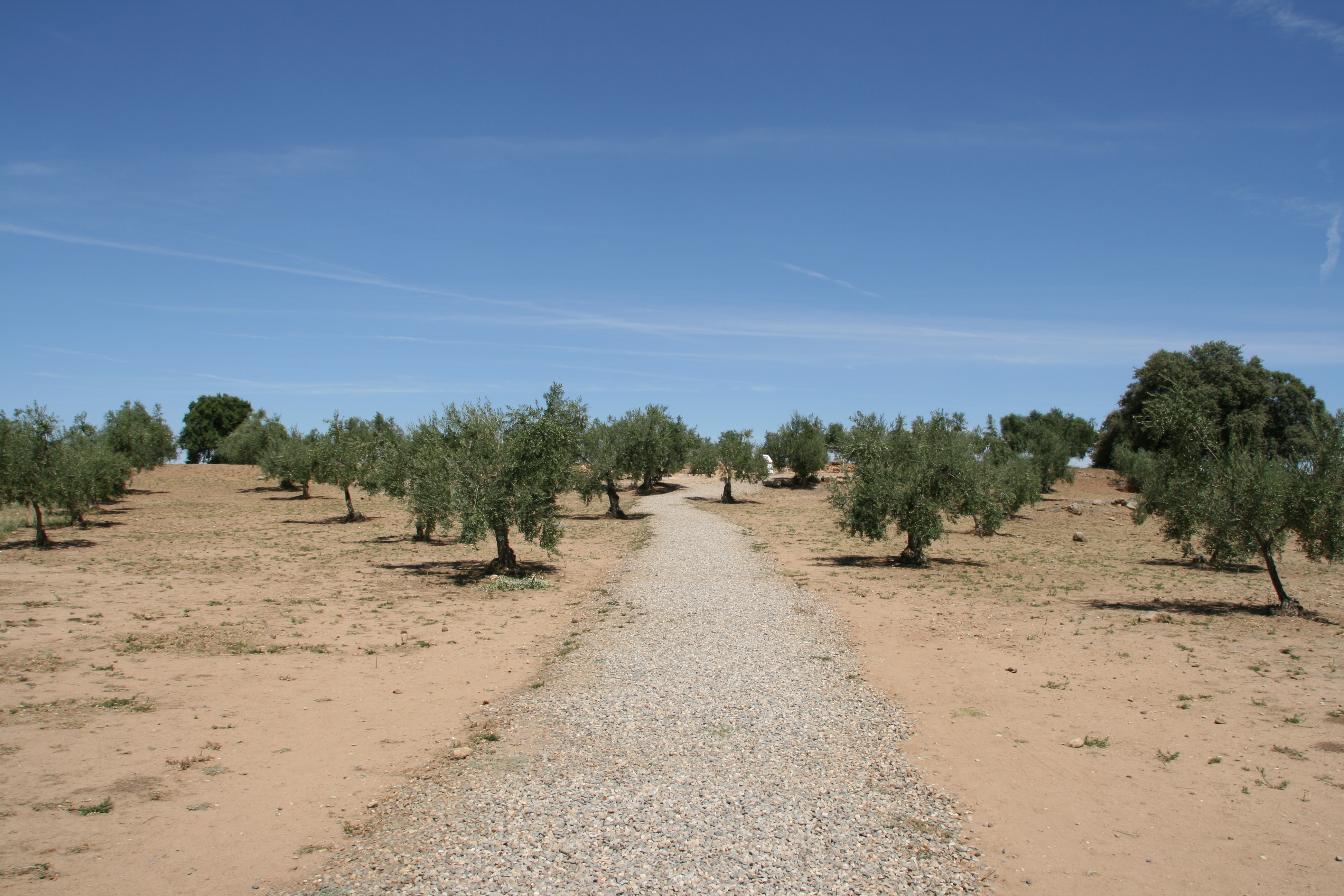
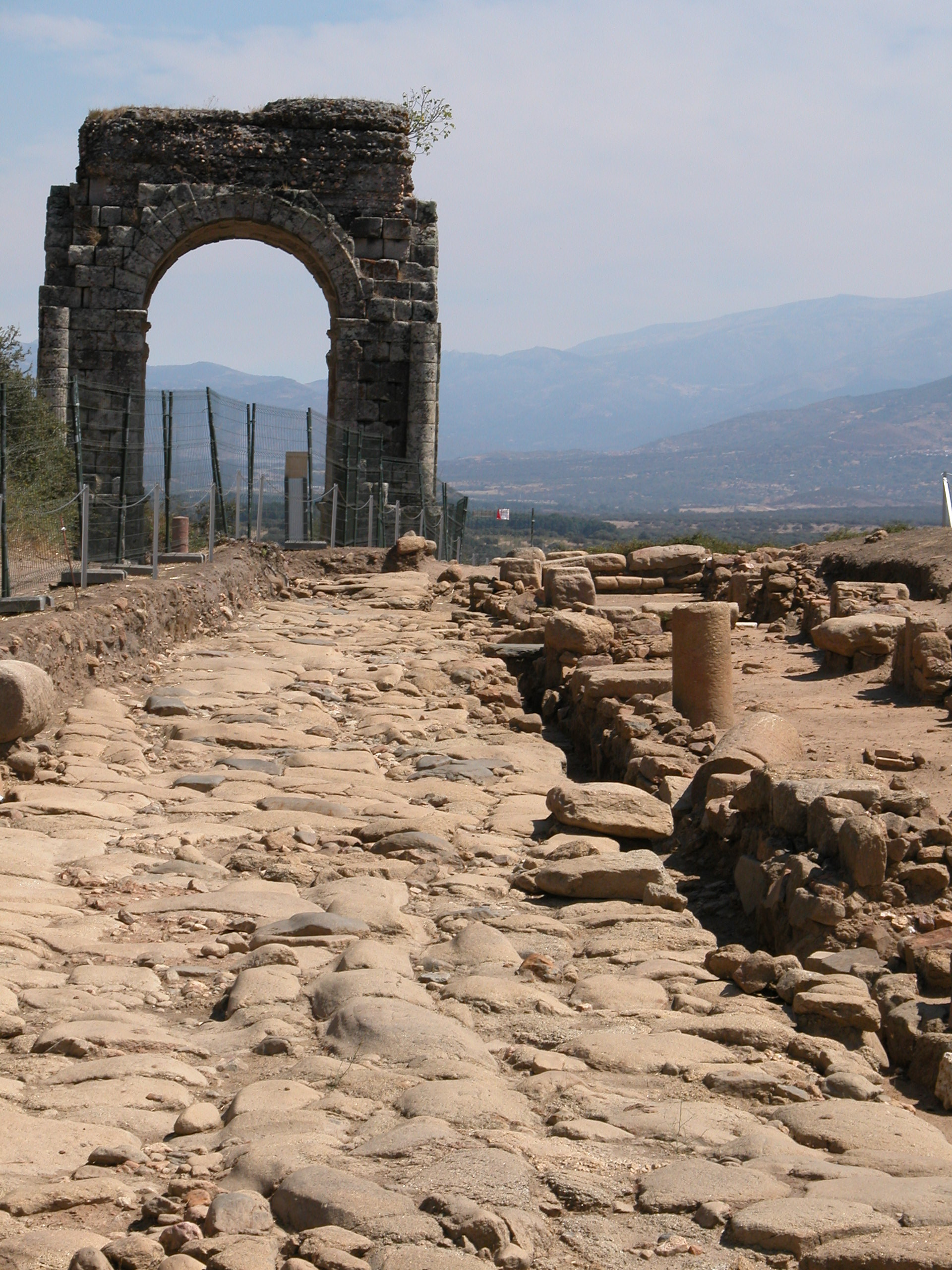

Cáparra